# The Hacker
Pour les articles homonymes, voir Hacker.
The Hacker, de son vrai nom Michel Amato, est un disc jockey et producteur de musique techno qui a beaucoup travaillé avec Miss Kittin. Son travail est influencé par des artistes electro tels que Kraftwerk, des artistes new wave tels que The Cure et Depeche Mode, ainsi que par la scène rave française  du début des années 1990.

## Biographie
The Hacker commence à composer en 1989 à l'âge de 17 ans alors qu'il vit à Fontaine, près de Grenoble. 1989 est aussi l'année où il acheta son vieux synthé Korg chez Charlot music. Influencé à ses débuts par Duran Duran dont il fut un grand fan, mais aussi Soft Cell et Depeche Mode, il se laisse tenter au travers des lectures de Best et Rock & Folk à écouter le côté sombre de l'electro à travers des groupes tels que Cabaret Voltaire et DAF, mais il commence aussi à s'intéresser fortement au son de la house music avec Bomb the Bass, Inner City, ou encore 808 State ou Front 242.
Durant l'année 1992, Michel s'investit à fond dans la musique. Il fera une expérience radio sur la radio associative de Grenoble RKS où il se fera renvoyer, la même année il organise des rave parties dans les environs de Grenoble  En 1993, Il se tourne vers le hardcore et sort quelques vinyles avec Benoît Bollini (alias The Money Penny Project) sous le nom de XMF.
En 1995, il compose sa propre musique dans le style techno de Détroit, s'inspirant de Jeff Mills. Trois ans plus tard, The Hacker fonde son propre label, GoodLife Records (nommé d'après un morceau d'Inner City) avec ses amis Oxia et Alex Reynaud. Cependant, il continue de sortir en parallèle des titres sur d'autres labels tels que A Strange Day sur UMF et Method of Force sur Sativae. Il sort son premier album Mélodies en sous-sol au printemps 2000.
Au milieu des années 1990, The Hacker commence à produire de l'electropop dans le style des années 1980 avec son amie Miss Kittin. DJ Hell remarque leur premier titre Gratin dauphinois tiré de l'album Technics, et les fait signer sur son nouveau label Gigolo en 1997. Le succès est immédiat en Allemagne avec la sortie des titres  Champagne et Intimités. Avec les débuts de l'electroclash en 2001, et la sortie de leur First Album, ils deviennent connus à travers le monde. The Hacker se fait aussi connaître en tant que producteur et pour ses remix de Marc Almond, Fischerspooner, Air, et Nitzer Ebb.
Après leur tournée américaine de 2002, Miss Kittin et The Hacker décident de faire une pause dans leur collaboration. The Hacker saisit cette occasion pour produire plusieurs nouveaux titres sur vinyle, comme The Beach sur le label suisse Mental Groove et Dance Industria sur le label Turbo de Tiga. Il collabore avec Kiko, Alexander Robotnick, Millimetric et David Caretta, tournant à travers le monde en tant que disc jockey et commence à travailler sur son prochain album. En 2004, il sort un deuxième album, Rêves mécaniques, qui atteint la 137e place des charts français. En 2007, il rejoint Miss Kittin pour sortir le double single Hometown / Dimanche. En 2009, il fonde avec Gesaffelstein un nouveau label, Zone.
En 2014, il annonce la sortie d'un nouvel album. Celui-ci s'intitule Love/Kraft, et sort en deux parties,. La première, orientée techno, sort le 21 avril 2014. La seconde, plus mélodique, est prévue pour le 21 septembre de la même année. En 2017 sort Le Théâtre des opérations, nouvel album dont le nom s'inspire d'un livre de Maurice G. Dantec.

## Discographie

### Albums
- 1999 : Mélodies En Sous-Sol (GoodLife / PIAS)
- 2000 : The Next Step of New Wave (Human)
- 2001 : First Album (avec Miss Kittin)
- 2004 : An Electro Mix-Box (UWe)
- 2004 : Rêves Mécaniques (Different / PIAS)
- 2006 : A.N.D. N.O.W... (Human)
- 2008 : Ten (X) (PIAS)
- 2009 : Two (avec Miss Kittin)
- 2014 : Love/Kraft - Zone
- 2017 : Le Théâtre des opérations (Dark Entries)
- 2022 : Third Album avec Miss Kittin (Nobody's Bizzness)

### EP
- 1996 : Phunky Data EP (Interface)
- 1997 : Desynchronized EP (Doug Dunnerr Productions)
- 1998 : Girls On Film (GoodLife)
- 1998 : Le Danseur parfait EP (Magic Trax)
- 1999 : A Strange Day EP (UMF)
- 2000 : Buy Some Remixes (Paparazzi Records)
- 2000 : Fadin' Away (Remixes) (GoodLife)
- 2000 : Methods of Force EP (Sativae)
- 2000 : Moments presents The Hacker (Moments)
- 2000 : Nothing Lasts (Missile Records)
- 2001 : Cabaret Futura EP (Feis)
- 2001 : Dead Zone (Dancefloor Killers)
- 2001 : GoodLife EP (GoodLife)
- 2001 : Just Play (Remixes) (Rotation Records)
- 2001 : Nothing Lasts (The Remixes) (Missile Records)
- 2002 : Cabaret Futura Vol. 2 (Feis)
- 2002 : Good Life 14 EP (GoodLife)
- 2003 : Connexion (Error 404)
- 2003 : Danse Industria (Turbo)
- 2003 : Moskow Reise (GoodLife) (avec Millimetric et David Carretta)
- 2003 : To L'An-fer from Chicago (Error 404)
- 2004 : Flesh & Bone (Different/PIAS)
- 2004 : Life / Death E.P. (Dancefloor Killers)
- 2005 : Radiation (Remixes) (Different / PIAS)
- 2005 : Traces (Different / PIAS)
- 2006 : Art Et Industries (Different / PIAS)
- 2007 : Eurocold / Moon Patrol (Planete Rouge Records)
- 2007 : Space Travel (Notorious Elektro)
- 2008 : 2980 EP (PIAS)
- 2010 : Haunted (Minimal Rome)
- 2011 : Black Hole (White Noise)
- 2011 : The Only One (Signature)
- 2011 : Crainte EP (Zone) (avec Gesaffelstein)
- 2012 : Magical Voyage (Tigersushi Periculum)
- 2012 : Shockwave (Different)
- 2012 : Satori (Correspondant)
- 2014 : Love/Kraft, Pt.1 - EP  (Zone 14)
- 2014 : Love/Kraft, Pt.2 - EP  (Zone 14)